# 洛中
洛中（らくちゅう）とは、京都の市中を指す呼び名。日本の平安時代に文学上の雅称として平安京を中国の都に擬えて「洛陽」と呼んだことから派生した言葉で、概ね中世以降に用いられる。その示す地理的範囲は時代ごとに違いがある。また、公・官・民、それぞれの立場からも認識の違いがみられる。洛中に対して、洛中に続く外縁地域を洛外と呼んだ。

## 変遷
京都の市中を指す「洛中」の語の「洛」は平安京を擬えた中国の都市「洛陽」の一字を採ったものである。平安京そのものあるいはその京域内を指す語として、古くは「京中」「京内」などが用いられ、「洛中」の用例は『小右記』の治安3年（1021年）の記載が早い例として挙げられる。11世紀末ごろからは「京洛」「洛中」などの語が用いられ、時代が下るほど使用されるようになる。「京」と「洛」の語の区別については「京」が公的に「洛」が私的に、と使い分けをしていたが、長和年間以降混用され、11世紀中頃には「京」と「洛」を同義とする認識が定着したとの指摘がある。
平安京において左京が「洛陽」、右京が「長安」と呼ばれたが、右京が廃れたことから左京を表す「洛陽」が残り、市内を指す「洛中」の語になったというのが通説となっているが、異論も唱えられている。（→#平安京の左京・右京と「洛陽」・「長安」）

### 中世
京都の市中を「洛中」（あるいは「京中」）、その周辺を「辺土」と呼ぶ表現は鎌倉時代には既にみられる。
その範囲について、鴨長明『方丈記』の養和元年（1181年）養和の飢饉に関する件には、「京ノウチ」を「一条ヨリハ南、九条ヨリハ北、京極ヨリハ西、朱雀ヨリハ東」と記し、続いて「辺地（へんぢ＝辺土）」として白河や「河原」（鴨川河川敷）とともに「西ノ京（西京、かつての右京地域）」を挙げている。辺土のうち、鴨川の東を河東と呼称し、白河や六波羅などがこれに該当した。
『吉記』治承4年11月30日（1180年12月18日）条によれば、安徳天皇が平清盛の六波羅第に滞在中の高倉上皇の元に行幸しようとした際に、記主の吉田経房が辺土への行幸に神鏡を持ち出す事に異論を唱えている。
正応元年6月10日（1288年7月9日）の伏見天皇による殺生禁止の宣旨には、宣旨を適用する洛中の外側を「近境」と表現して、東は東山の下、南を赤江（現在の伏見区羽束師古川町）、西を桂川の東、北を賀茂の山と定めている。
鎌倉時代は、朝廷も鎌倉幕府も洛中・京中と辺土の区別を重視した。京中（洛中）は検非違使の管轄であるが、辺土（洛外）は山城国の管轄と考えられており、洛中と辺土との境界地域では検非違使庁の役人の中でも「山城拒捍使」に任じられた者が警備した。鎌倉幕府が六波羅に六波羅探題を設置したのも、平家滅亡後に、京都における北条氏の邸宅が置かれていたこともあるが、検断権を巡る検非違使との直接的な衝突を避けたことも理由に挙げられる。後に河東は六波羅探題の異称にもなった。
洛中の周縁である「辺土」は、後には「洛外」（らくがい）とする表現に収斂していく。
鎌倉時代末期の朝廷や室町幕府が酒屋役を「洛中辺土」に課しており、応仁の乱の頃から「洛中辺土」に替わって「洛中洛外」という語が一般的になる。
室町時代、寛正6年（1465年）の洛中地口銭課役において、大宮（東大宮大路）を「洛中」の西の境界とみなすなど、室町幕府は「洛中」を東朱雀大路以西・東大宮大路以東・ 九条以北・鞍馬口以南としていたと推定される。
これより前、康正2年（1456年）の内裏造営のための棟別銭を幕府が課役したときには、「洛中」では「町別奉行」が棟数の検注を行う一方、「洛外」では領主への納入を命令しており、「洛中」と「洛外」では支配の方法が異なり、室町幕府が住民を直接支配していたのが「洛中」であったといえる。
「洛中」と「洛外」の境界として、嘉吉元年（1441年）に起こった嘉吉の土一揆の際に、幕府が諸国から京都へと至る道の出入口である「七道の口」（のちの京の七口）に制札を掲げたことから、この「七道の口」の所在地を手掛かりとして「洛中」の範囲を、大宮・東朱雀・九条・上御霊の範囲とする説がある。
なお、幕府にとっての「洛中」の範囲に対して、実態としての市中は七条までであり、それが戦国期にはさらにそれぞれの惣構に囲まれた「上京」と「下京」にまで縮小してしまったとされる。
一方、これは幕府の支配と市街の実態からみたものであり、戦国時代の永正15年（1518年）の酒麹役という税をめぐる争いの中で「およそ一条以北はこれ洛外なり、京中との差異分別なきか」という平安京の一条大路が内外の境との認識のもとで主張を行う文書（『壬生家文書』）も残されている。

### 近世
安土桃山時代になり豊臣秀吉が政権をとると、上京と下京を分かっていたそれぞれの構えを撤去し代わって「洛中惣構」として御土居を構築した。御土居建造の目的は定かではないが、慶長年間の成立とされる『室町殿日記』には、天下統一後に秀吉が荒れ果てた京都を復興するため、洛中の範囲を聞き、洛中洛外の境を定めるために御土居の築造を命じたとの伝承がある。
『室町殿日記』の伝承の真偽はともかく、「御土居」の築造により京都の内外を限る物理的な境界が明示され、「洛中」と「洛外」の境界となったという見方が一般的である。京都の土木建築行政を担った中井役所が寛永年間（1624年-1644年）に作成した『洛中絵図』には御土居の内側と高瀬川周囲のみ描いている。
一方、1634年（寛永11年）の江戸幕府将軍徳川家光の上洛を機に、京都の街の「町」に地子免除が認められたが、これには洛外となる鴨川東岸も含まれた。また、同時期に行政当局が洛中と洛外の町数等を記した史料によれば、明らかに御土居の内側にあたる地域を洛外と位置付けるなど、「洛中」・「洛外」の取り扱いに変化がみられる。寛文8年（1669年）の京都町奉行の設置を機に、門跡寺院を除く寺社の管轄が町奉行となり、直後に始まった鴨川堤防（寛文新堤）の設置工事が完成（1670年）して洛中と洛外を区切る自然条件が大きく変化することによってそれまでの鴨川の西河原が市街化し、同時に「鴨東」と称される鴨川東岸にも市街が広がった。
この新たに広がった部分は「洛外町続」と呼ばれ、「洛中」と一体となった都市域（洛中洛外町続）が形成された。一方、あくまで「洛外町続」として「洛中」と区分されたのは、町代が支配する地域を「洛中」、雑色が支配する地域を「洛外」とする幕府の支配構造による区分があったためとされる。
町代・雑色いずれが所掌するかによって「洛中」「洛外」を区分すると、寛文新堤の設置後の寛文12年（1672年）に鴨川以西が町代による「洛中」で、東岸が雑色による「洛外」となった。
また、北部（鞍馬口通以北）や西部（概ね千本通以西）などには御土居の内部であるにもかかわらず、雑色が管轄するため、「洛外」とされる区域が広がっていた。
地誌『京町鑑』（宝暦12年・1762年上梓）には「今洛中とは、東は縄手（現大和大路）、西は千本、北は鞍馬口、南は九条まで、其余鴨川西南は伏見堺迄を洛外と云」とある。
江戸時代に京都の街の入口には、「是より洛中荷馬口付の者乗べからず」と記された標示（「是より洛中」碑）が設置されていた。『京都御役所向大概覚書』にはその30箇所の場所が示され、元禄8年（1695年）に小笠原長重（京都所司代）に松前嘉広（京都町奉行）が進言して建立し、木製のため後年石製にしたという経過が記されている。
その場所は、東側は鴨川東岸、北側は御土居の北辺よりも南側の町代・雑色の管轄区分による洛中・洛外の区分となる現在の鞍馬口通に沿って多く設置されているが、西側・南側は雑色が管轄する農村も含み、概ね御土居の出入口に置かれていた。
「是より洛中」碑は、現在も10数本が学校の敷地内などに移設のうえ残されている。
都市域の拡大について、町奉行は抑制する方針を採ったが、実際には都市の拡大が先行して町奉行及び新しい町割の是非を審査する新地掛の与力がこれを追認する状況が幕末まで続いた。新しく開発された「新地」と呼ばれる土地は、地子免除の対象となってはいない。この洛外にまで広がった上京と下京が近代以後の京都市の基礎となっていくことになる。
また、「洛中洛外」とその周辺の境について、幕府は明和4年（1767年）に、京都周辺の35か村の内側を行政上「洛中洛外」、外側を遠在農村とした。この経緯としては、綴喜郡・相楽郡・久世郡の建築許可について、農地の減少を監視するため享保18年（1733年）に京都町奉行所の管轄にしていたことがあり、この決定により京都代官所や地頭の管轄に戻された。

### 近代・現代
明治になり、京都の地域自治の単位である町・町組は2度の町組改正により現在の元学区につながる66の番組に編成された。概ねその区域をもとにして明治12年（1879年）に郡区町村編制法により上京区・下京区が置かれ、明治22年（1889年）にはその2区により京都市が成立した。これら明治期の「区」（上京区・下京区）及び「市」（京都市）の設置などにより「洛中」及び「洛外」の語は、行政上の区域としての役割を失うことになった。
その後、京都市内に路面電車網が張り巡らされると市民の間にはそれら市電の外郭線に取り囲まれた範囲、すなわち「北大路通、東大路通、九条通および西大路通の内側が洛中」という共通認識が生まれたが、そうした認識も市電の廃止（1978年）以降、次第に薄れてきている。物心ついた頃には市電が廃止済みだった昭和末期以降に生まれた世代の市民に至っては京都の内外を示す「洛中」「洛外」を意識することはほとんどない。
現在では、市民生活よりは、むしろ観光客に向けた大まかな地域区分として、「洛中」とその周縁を示した「洛東」「洛西」「洛北」「洛南」が用いられる。その範囲には確定したものはないが、概ね上述の旧外郭線の範囲内や、江戸時代以来の旧市街にあたる上京区・中京区・下京区を「洛中」、その四方について、左京区の南域・東山区・山科区を「洛東」、右京区・西京区を「洛西」、南区・伏見区を「洛南」、北区・左京区北域を「洛北」に充てている。

## 平安京の左京・右京と「洛陽」・「長安」
平安初期に、後の京都の基礎となった平安京の左京をかつての中国の都「洛陽」に擬え、対して、右京を同じく「長安」と呼んだとされる説に基づき、後に右京である「長安」が廃れたことから、左京である「洛陽」が市内（実質的に平安京の左京域）を指す「洛中」の語源となったという見方がある。
平安京において洛陽、長安を左京、右京に分けて使ったとする説は、江戸時代の地誌にもみられ、嵯峨天皇により宮城の門の名が和風から唐風に変えられた弘仁9年（818年）と同時期であろうとの考察も加えられ、現在さまざまな書籍に用いられている。
これに対し、平安時代の文献からの疑問もある。
例えば平安初中期の詩文（「本朝文粋」「和漢朗詠集」など）に「洛陽」「長安城」あるいは「洛城」と現れるが、一つの詩文の中に「洛陽」と「長安」が併記される例は見当たらないため、それらがそれぞれ左京と右京を指したとは言えず、「城」をつけて呼んだところを見れば、共に「平安城」に代わる文学上の雅称として（つまり共に平安京全体を指す言葉として）使われたとするほうが自然である。
また「小右記」長和4年（1016年）6月25日条では西京（右京）を「西洛」とも呼んでおり、やはりここでも右京を含めた平安京全体を指して洛陽と呼んだことがうかがえる。平安末期の辞典『色葉字類抄』では「洛　ラク　又作雒　京也」と「洛とは京」と明確に定義付ける。
「左京洛陽・右京長安」説は、今のところ平安遷都から500年余経た鎌倉時代末期頃に洞院公賢によって書かれた『拾芥抄』の「京都坊名」の項に「東京号洛陽城、西京号長安城」と付記されているのが、最も古く、「左京を洛陽、右京を長安」と称した事実は平安期の文献では確認できない。
また、史書に限らず行政文書で京都を「洛陽」「長安」と示す表現は見えず、17ある坊名のうち8つは洛陽、5つは長安の坊名を借りて名付けられたと考察される平安京の坊名も、必ずしも「左京は洛陽」「右京は長安」を示していない。
- 両京北辺 - 北辺坊（その他）
- 両京一条 - 桃花坊（その他）
- 両京二条 - 銅駝坊（洛陽）
- 右京三条 - 豊財坊（洛陽）、左京三条 - 教業坊（洛陽）
- 右京四条 - 永寧坊（長安）、左京四条 - 永昌坊（長安）
- 右京五条 - 宣義坊（長安）、左京五条 - 宣風坊（洛陽）
- 右京六条 - 光徳坊（長安）、左京六条 - 淳風坊（洛陽）
- 右京七条 - 毓財坊（洛陽）、左京七条 - 安衆坊（洛陽）
- 右京八条 - 延嘉坊（その他）、左京八条 - 崇仁坊（長安）
- 右京九条 - 開建坊（その他）、左京九条 - 陶化坊（洛陽）

以上、定説とされる「平安初期に（施政者により）右京は長安、左京は洛陽と名付けられた」に対し、平安時代の文献等に基づけば、平安時代には「洛陽」（および「長安」）とは実質的にはどうあれ都全域を指す呼称であるとの疑義が示され、この説によれば、後に用いられていくようになる「洛中」の語が示す範囲が実質的に平安京の左京域となるのは、単に右京が廃れて都市域が東に片寄ったために過ぎないといえる。